# Lill-Ann Chepstow-Lusty
Lill-Ann Chepstow-Lusty (* 1960 Oslo) je norsko-britská fotografka, kurátorka a umělkyně. Národní muzeum umění, architektury a designu považuje Chepstow-Lusty za jednu z průkopnic postmoderní fotografie.

## Životopis
Lill-Ann Chepstow-Lusty vyrostla v Eastbourne v Anglii s britským otcem a norskou matkou. Vzdělání získala na Eastbourne College of Art & Design v Sussexu v Anglii, kde studovala fotografii. V roce 1980 se zúčastnila své první výstavy v ICA, Institute of Contemporary Art, spolu s dalšími 34 fotografkami v Londýně. Na začátku 80. let se Chepstow-Lusty přestěhoval do Norska. Stala se první umělkyní, která měla výstavu v Blitz v roce 1984, a v roce 1986 vystavovala fotografie v Cafe Vära. Výstava se jmenovala FEelMALE a byla o zkoumání hranic mezi mužským a ženským.
V roce 1987 byla zaměstnána jako fotografka v Kulturně historickém muzeu. Tam fotografuje pro mincovní skříň. Pokračovala jako umělecká fotografka vedle svých vlastních projektů. V rozhovoru pro internetový magazín foto.no Chepstow-Lusty uvedla, že to pomáhá vytvořit rovnováhu a odstup od svých vlastních projektů, když má práci v muzeu.
Chepstow-Lusty je známá tím, že na svých výstavách zkoumala mnoho různých témat, od nacionalismu, sexuality a homosexuality, norských kovbojů, moderních Vikingů, gayů, transvestitů, identity a společnosti. Obrazy jsou často inscenované a mají ironický nebo humorný tón. Chepstow-Lusty v rozhovoru pro foto.no řekla, že často tráví několik let seznamováním se s prostředími, kterých se projekty týkají, a že tato metoda má tedy blízko k antropologii.
Chepstow-Lusty měla několik samostatných výstav, účastnila se skupinových výstav a na základě svých projektů vydala několik knih. V květnu 2021 od ní zakoupilo Národní muzeum osm děl.
V roce 2010 byl Lill-Ann přiznán státem garantovaný příjem pro umělce na období 2010–2027. Chepstow-Lusty byla kurátorkou výstavy „Ano, milujeme svobodu“ v Kulturně historickém muzeu. Konala se v souvislosti s ústavním výročím v roce 2014. Za tento a několik jejích fotografických projektů získala v roce 2018 cenu Leif Preus Minnepris.

## Výstavy
Samostatné výstavy (výběr)
- 2008: Gay Kids (ve spolupráci s Zdravotním výborem), Muzeum kulturní historie, Univerzita v Oslu
- 2005: Ja vi elsker… og t.A.K.e 2- Featuring Real Live Lesbians. Mezinárodní kulturní centrum a muzeum (IKM)
- 2003: Østfold Artists Center/Gallery ØKS, Fredrikstad
- 2002–2004: Absolutt/Absolutely Vikings, The Canadian Museum of Civilization, Quebec / Fotogalleriet, Oslo / Galleri Z. Lillehammer / Midgard - Historické centrum. Borreparken, Horten / Vikingskipshuset, Bygdøy, Oslo / Archeologické muzeum ve Stavangeru / Lofotr-Viking Museum, Borg in Lofoten
- 1997: Norsko - pouze pro export Galerie Rubignal, Banská Štiavnica, Slovensko / Profil galerie, Bratislava, Slovensko
- 1997: Norge – helt Disney Tromsø Museum, Tromsø
- 1994: Ohrožené druhy, Fotogalerie, Oslo
- 1986: Feelmale Café Vära, Oslo
- 1984: Collective Works Gallery Kamelon, Blitz, Oslo

Skupinové výstavy (výběr)
- 2007–2008: Stenersenovo muzeum moderní norské umělecké fotografie, Oslo
- 2005–2006: The Robert Meyer Collection National Museum Oslo
- 2003: Norské muzeum fotografií zlatého věku Pruska
- 1999: Konstrukce nebo realita – 160 let umělecké fotografie, Lillehammer Art Museum
- 1997: Fotografie o výzkumu, vystupují: Norská společnost Disney, Henie-Onstad Art Center
- 1995–1996: Borealis 7 – Desire, The Nordic Arts Center & Helsinki City Art Museum, Finsko / Muzeum umění Turku, Turku, Finsko / Louisiana Museum of Modern Art, Kodaň, Dánsko / Bergen Billedgalleri, Norsko / Galerie F15, Moss, Norsko, Gothenburg Art Museum, Švédsko
- 1994–1995: Naše těla – my sami : Výstava fotografek na téma zdraví, Nottingham Castle Museum and Art Gallery, Nottingham, Anglie
- 1994–1995: Podivnější než ráj. Současní skandinávští fotografové, Mezinárodní centrum fotografie, New York, USA / FotoMuseum Winterhur, Švýcarsko / Charlottenborg, Kodaň, Dánsko
- 1994: Revelations – Fotografie mužských a ženských aktů, The Gallery at John Jones, London
- 1988: Autoportrét, Queen Elizabeth Hall, Southbank Centre, Londýn
- 1988: Behold the Man – The Male Nude In Photography The Photographers Gallery. Londýn, Anglie
- 1983: Starters, Photographers Gallery, Hastings, Anglie
- 1980: Woman's Images of Men, The Institute of Contemporary Arts (ICA), Londýn[8]

## Galerie

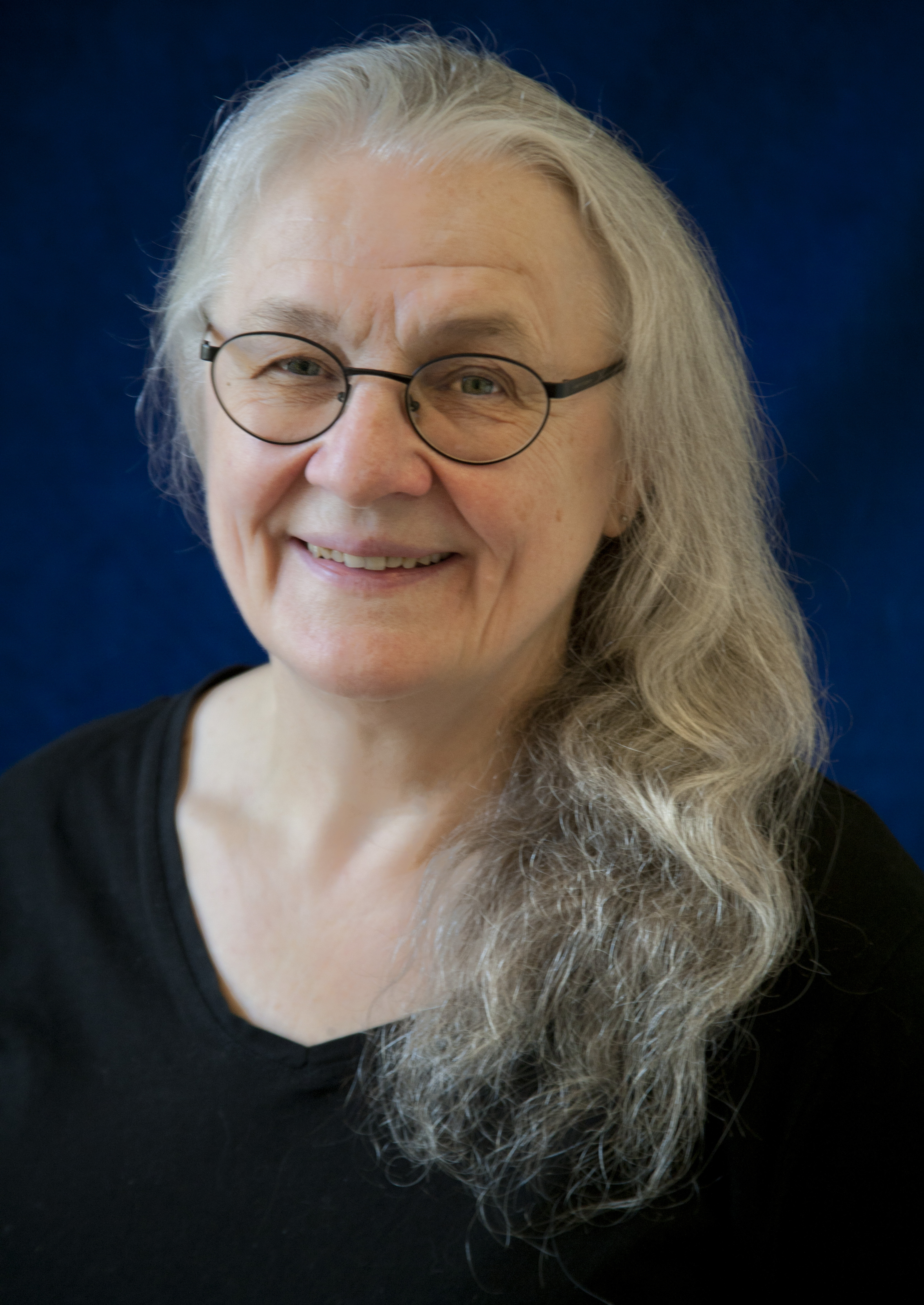
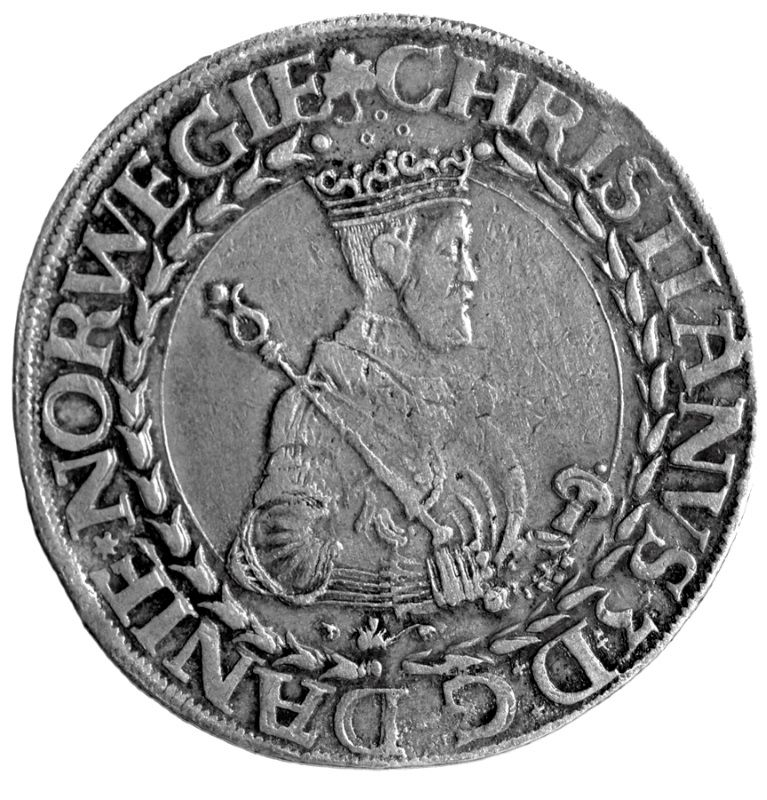
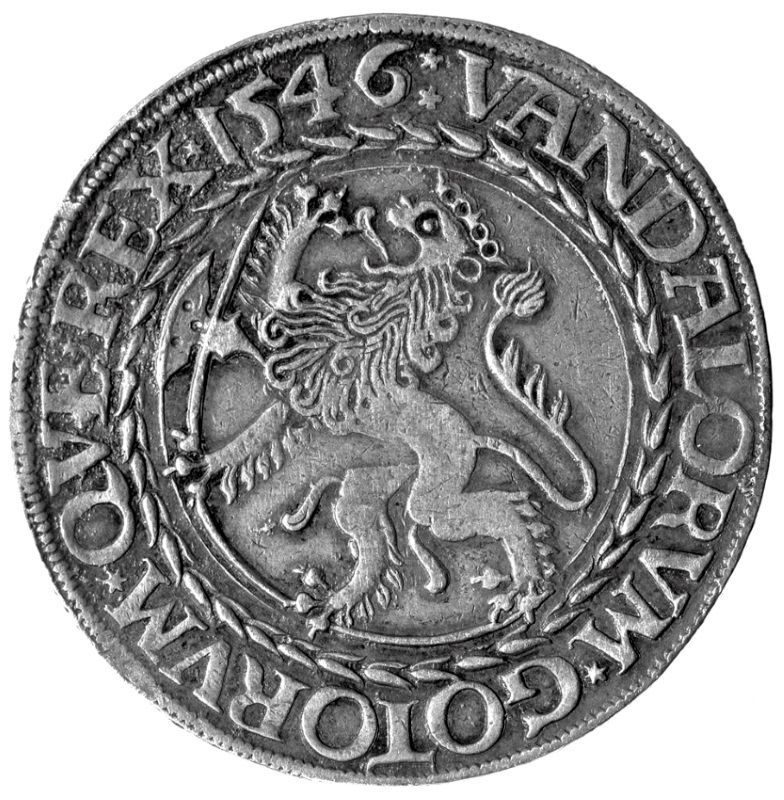
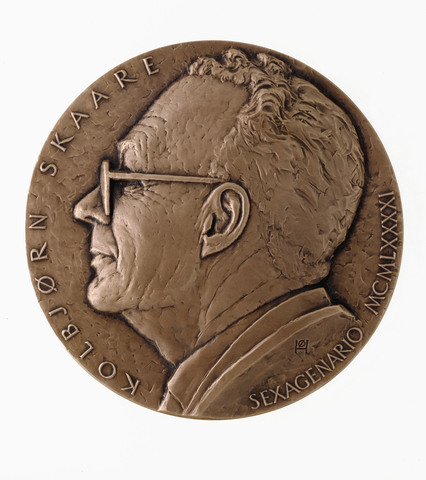
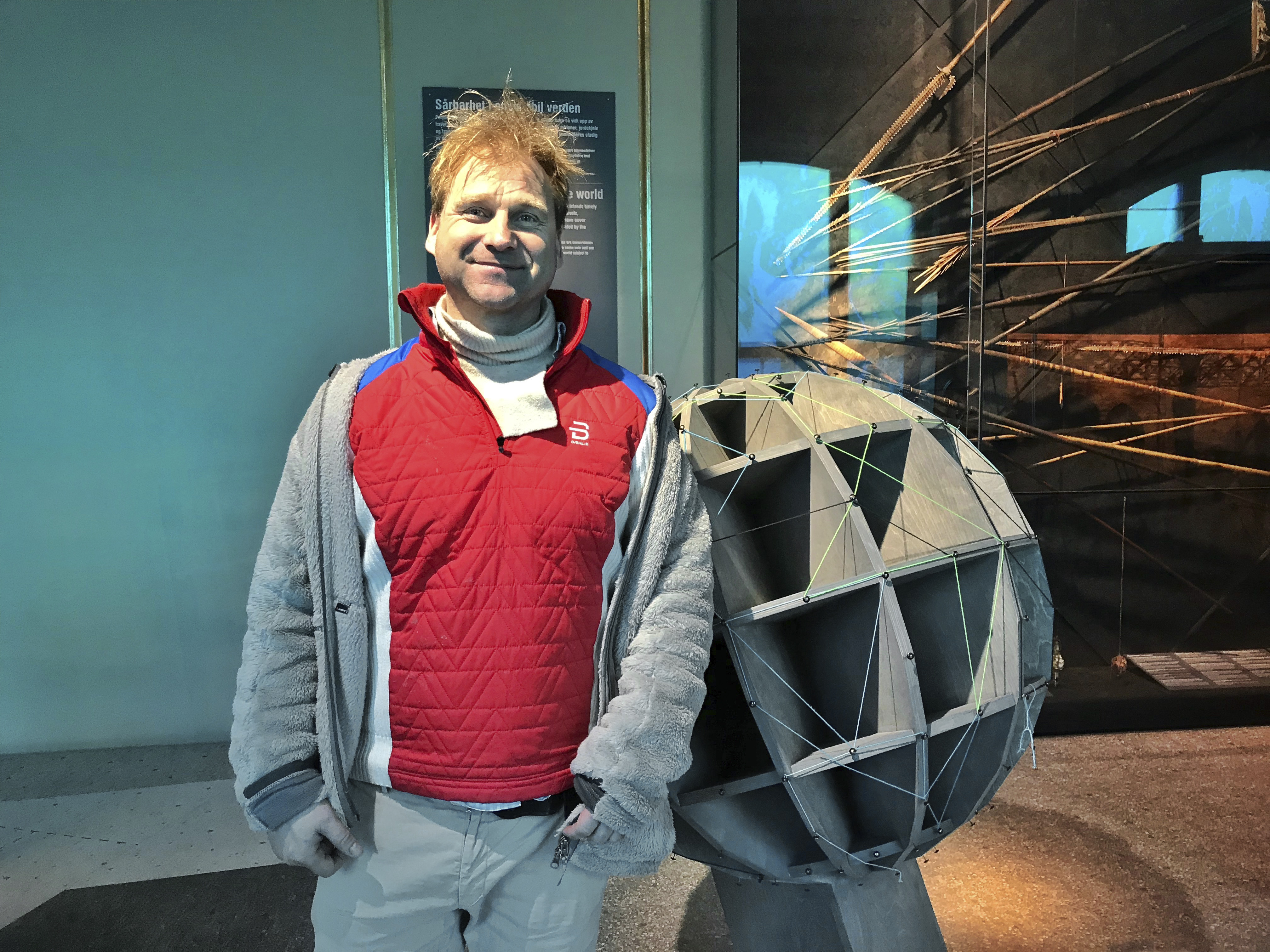
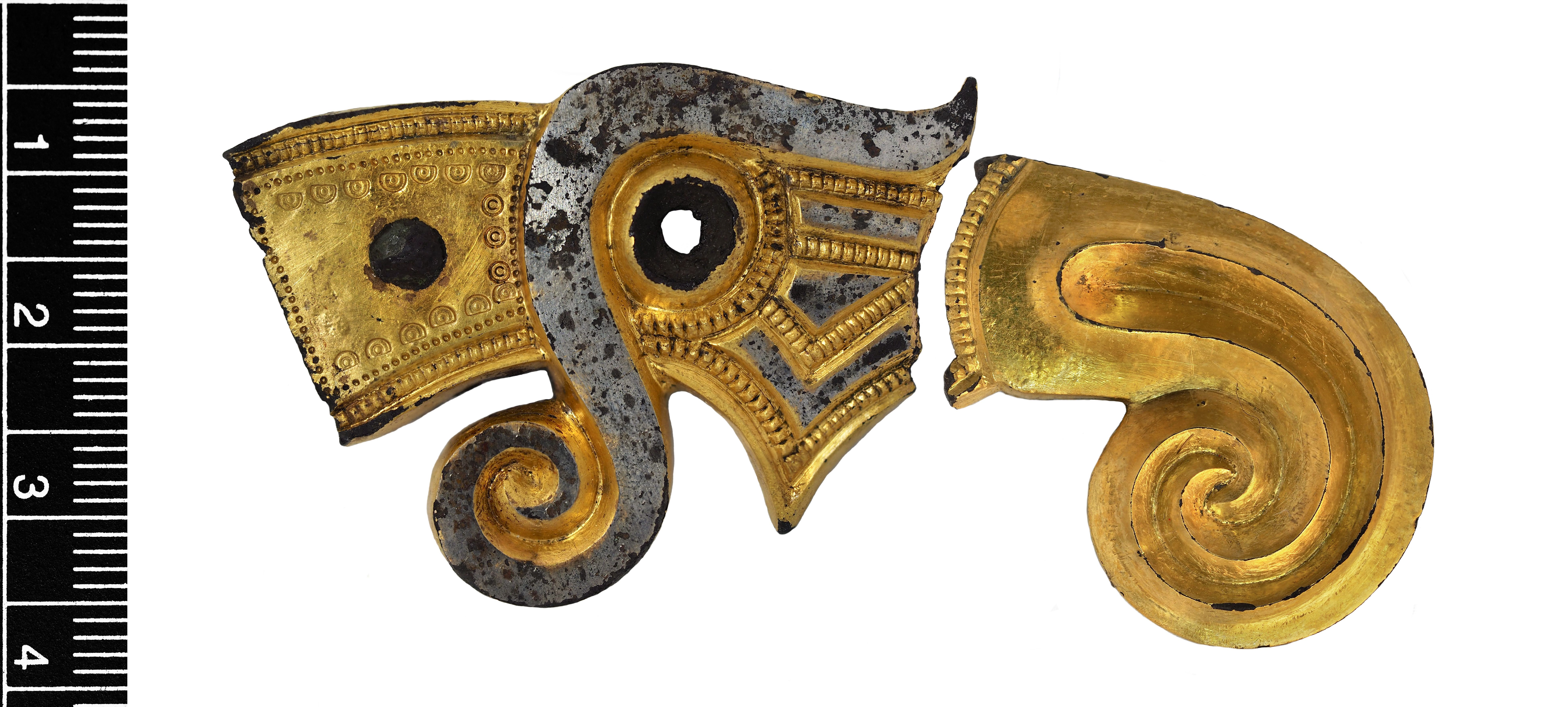
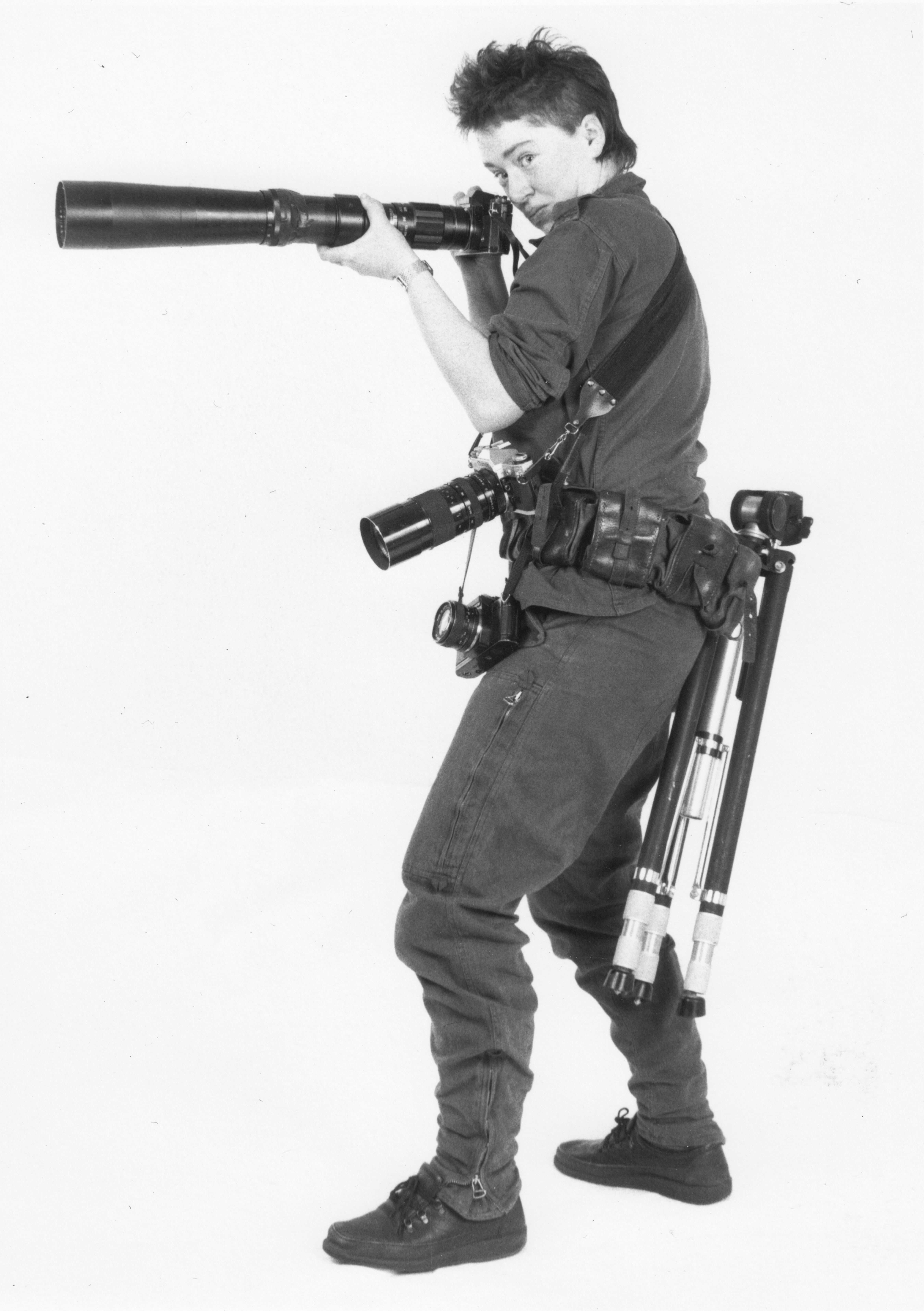
Lill-Ann Chepstow-Lusty, autoportrét jako dobře vybavená fotografka, 1988